# B' Katīgoria 1979-1980
L'edizione 1979-1980 della B' Katīgoria vide la vittoria finale dell'Nea Salamis.

## Formula
Le 14 squadre partecipanti hanno disputato il campionato incontrandosi in due gironi di andata e ritorno, per un totale di 26 giornate: erano previsti due punti per la vittoria. A causa della diminuzione di posti in Divisione A era prevista un'unica promozione.

## Classifica finale
|  | Pos. | Squadra             | Pt | G  | V | N | P | GF | GS | DR  |
|  | ---- | ------------------- | -- | -- | - | - | - | -- | -- | --- |
|  | 1    | Nea Salamis         | 43 | 26 | - | - | - | 70 | 14 | +56 |
|  | 2    | Orpheas Nicosia     | 37 | 26 | - | - | - | 46 | 30 | +14 |
|  | 3    | Ethnikos Achnas     | 34 | 26 | - | - | - | 54 | 25 | +29 |
|  | 4    | Othellos Athīainou  | 28 | 26 | - | - | - | 28 | 29 | -1  |
|  | 5    | Chalkanoras Idaliou | 27 | 26 | - | - | - | 42 | 36 | +6  |
|  | 6    | Adonis Idalion      | 27 | 26 | - | - | - | 48 | 43 | +5  |
|  | 7    | Ermīs Aradippou     | 27 | 26 | - | - | - | 32 | 37 | -5  |
|  | 8    | Digenīs Morphou     | 23 | 26 | - | - | - | 31 | 41 | -10 |
|  | 9    | Akritas Chlōrakas   | 23 | 26 | - | - | - | 27 | 40 | -13 |
|  | 10   | PAEEK Kerynias      | 23 | 26 | - | - | - | 27 | 40 | -13 |
|  | 11   | Neos Aionas Morphou | 22 | 26 | - | - | - | 29 | 33 | -4  |
|  | 12   | AEM Morphou         | 20 | 26 | - | - | - | 21 | 45 | -24 |
|  | 13   | ASIL Lysī           | 19 | 26 | - | - | - | 22 | 34 | -12 |
|  | 14   | Ethnikos Assia      | 18 | 26 | - | - | - | 23 | 43 | -20 |

### Verdetti
- Nea Salamis promosso in Divisione A.
- Ethnikos Assia e ASIL Lysi retrocessi in terza divisione.